# Kvantová elektrodynamika
Kvantová elektrodynamika (anglická zkratka „QED“) je nauka o pohybu elektrických nábojů (nabitých těles) v obecně proměnných elektromagnetických polích. Klasická elektrodynamika studuje elektrodynamické interakce mezi makroskopickými tělesy, kvantová elektrodynamika interakce mezi mikroobjekty (atomárních a subatomárních rozměrů).
Je to kvantová teorie elektromagnetických procesů. Kvantová elektrodynamika vznikla jako teorie interakce elektromagnetického pole a pole popisujícího elektrony a pozitrony. Interakce je popsána v kvantové elektrodynamice výměnou fotonů. Je první důsledně vypracovanou kvantovou teorií silového pole. První výsledky se objevily již v 50. letech. Má význam pro rozvoj kvantové teorie, postupy jsou použity pro popis dalších interakcí (například Feynmanovy diagramy). Kvantová elektrodynamika popisuje interakci záření s hmotou (záření atomů a jejich soustav, fotoelektrický jev, Comptonův rozptyl, brzdné záření), elektromagnetické interakce mezi nabitými elementárními částicemi, reakce fotonů a podobně.
Představuje teorii interakcí nabitých částic prostřednictvím fotonů jakožto kvant elektromagnetického pole. Nabitým částicím (např. elektronům a pozitronům) přitom rovněž odpovídá kvantované pole, které však nemá klasickou fyzikální analogii. Ve velmi přesné shodě s experimentálními daty objasňuje anomální magnetický moment elektronu, tj. malou odchylku od hodnoty předpovězené Diracovou rovnicí a také některé jemné efekty v atomových spektrech, které kvantová mechanika není schopna vystihnout.